# Joan Crawfordová
Joan Crawfordová (vlastním jménem Lucille Fay LeSueurová; 23. března 1904, San Antonio, Texas, Spojené státy americké – 10. května 1977, New York City) byla americká filmová, divadelní a televizní herečka.

## Životopis

### Mládí
Narodila se v San Antoniu jako druhé dítě Thomase E. LeSueura a Anny Bell LeSueurové (rodným jménem Johnsonová). Její otec měl francouzské, anglické i irské předky a pracoval jako stavební dělník. Devět měsíců po narození Lucille však rodinu opustil a odstěhoval se do 300 km vzdáleného města Abilene. Pár let poté se Lucillina matka, která pracovala jako prodavačka, provdala za Henryho J. Cassina a začali žít v Lawtonu v Oklahomě. Zde její manžel provozoval noční klub Ramsey Opera House a zde se také Lucille, která považovala Cassina za svého biologického otce, poprvé setkala s herectvím a vaudeville. 
Již od mala se chtěla stát tanečnicí, ale kromě tance ji matka dopřávala i lekce klavíru. Ty však Lucille nenáviděla a když se jednou před lekcí rozhodla utéct, vážně si pořezala nohu o rozbitou lahev. Po třech operacích poté nemohla navštěvovat základní školu ani její oblíbené lekce tance. 
V červnu 1917 se rodina kvůli Cassinovu obvinění ze zpronevěry přestěhovala do Kansas City v Missouri a kde Lucille začala navštěvovat katolickou školu St. Agnes Academy. Během studia se však její matka s nevlastním otcem rozešla a Lucille byla nucena starat se spolu s matkou i o domácnost. Po nějakou dobu také pracovala v Rockingham Academy a v roce 1922 začala studovat i na soukromé vysoké škole Stephens College v Columbii. Po několika měsících (i finančně) náročného studia však odstoupila. 

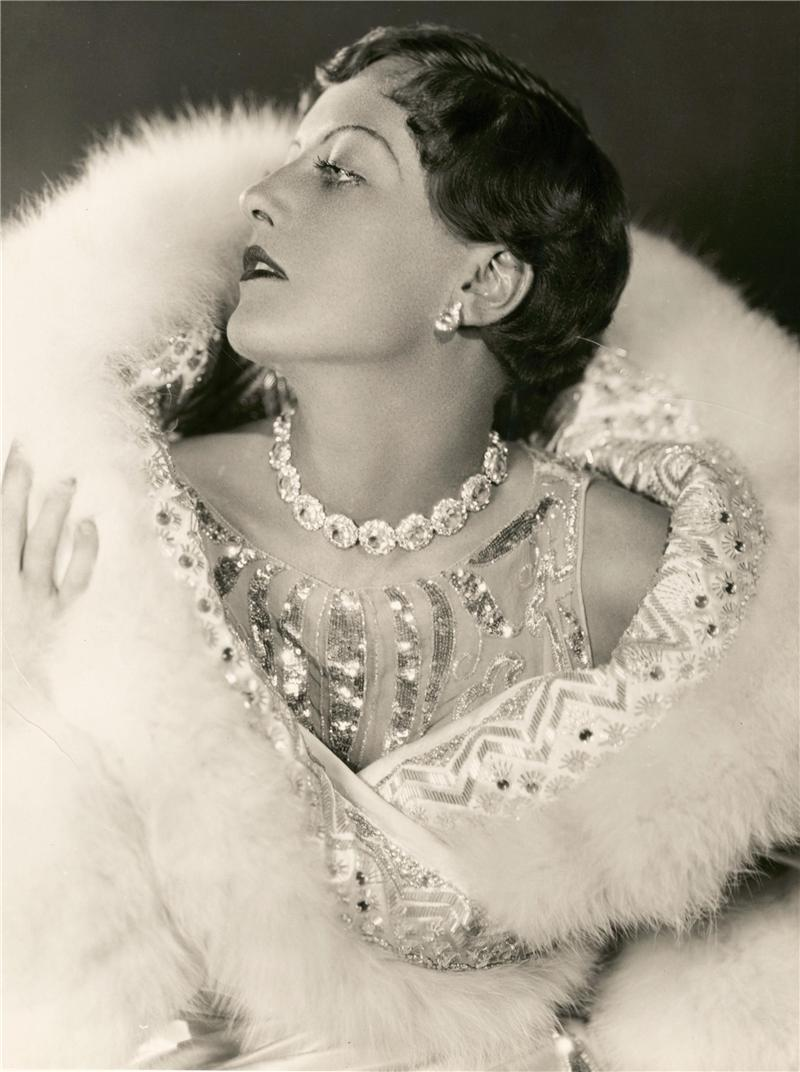
Joan Crawfordová na počátku 30. let

### Kariéra
Začínala jako tanečnice v kočovných divadelních společnostech ještě před tím, než debutovala na Broadwayi. V roce 1925 se Crawfordová upsala pohyblivým obrázkům, a to smlouvou se společností Metro-Goldwyn-Mayer. Zprvu byla frustrovaná rozsahem a kvalitou svých partů, a tak se Crawfordová začala zabývat kampaní zvyšující její vlastní publicitu a do konce dvacátých let se stala celonárodně známou jako flapper. V třicátých letech její sláva soupeřila s proslulostí jejích kolegyň z MGM Normou Shearerovou a Gretou Garbo. Crawfordová často hrála těžce pracující mladé ženy, které našly lásku a dosáhly finančního úspěchu. Tyto příběhy "rags-to-riches" byly diváky z doby Velké hospodářské krize velmi dobře přijímány a zvláště populární byly mezi ženami. Crawfordová se stala jednou z nejprominentnějších hollywoodských hvězd a jednou z nejlépe placených žen ve Spojených státech, ale její filmy začaly prodělávat peníze a ke konci třicátých let byla zařazena do škatulky „box office poison“.
Poté, co byla Crawfordová na plátně téměř dva roky nepřítomna, se na plátno vrátila filmem Mildred Pierceová (1945), za což již bylo uděleno ocenění Academy Award for Best Actress. V roce 1955 začala spolupracovat se společností Pepsi-Cola Company prostřednictvím svého sňatku s předsedou a generálním ředitelem společnosti PepsiCo Alfrédem Steelem. Po jeho smrti v roce 1959 převzala Crawfordová jeho pozici ve společnosti, ale v roce 1973 byla představenstvem společnosti donucena k odchodu do důchodu.
Během šedesátých let pokračovala v pravidelném hraní ve filmu a televizi, ale později její vystoupení řídla a po natočení britského hororového filmu Trog v roce 1970 Crawfordová upustila od dalšího natáčení. Naposled se objevila na veřejnosti roku 1974, po otištění nelichotivých fotografií, na kterých byla zobrazena, Crawfordová ustoupila z veřejného života do pozadí a stávala se stále samotářštější až do své smrti v roce 1977.

### Osobní život
Crawfordová byla čtyřikrát vdaná. Její první tři manželství skončila rozvodem; poslední skončilo smrtí jejího manžela Alfreda Steele. Adoptovala pět dětí, jedno z nich bylo nárokováno jeho biologickou matkou a vráceno zpět. Vztahy Crawfordové s jejími dvěma staršími dětmi, Christinou a Christopherem, byly rozvrácené. Crawfordová tyto dvě vydědila a po její smrti napsala Christina „všeodhalující“ paměti, Mommie Dearest (Nejdražší maminka), v nichž tvrdila, že se její matka na ni dopustila fyzického a emočního týrání tvořícího celoživotní vzorec.
Crawfordová byla Americkým filmovým institutem zvolena desátou největší ženskou hereckou hvězdou v dějinách amerického filmu.

## Filmografie (výběr)

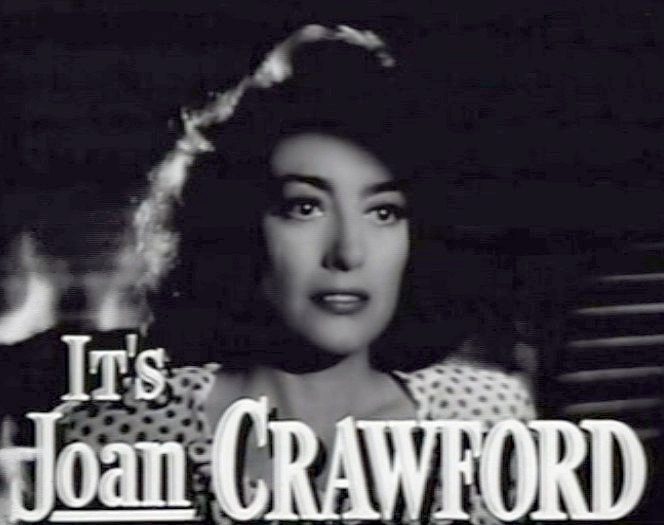
Joan Crawfordová ve filmu Midlred Pierceová (1945)

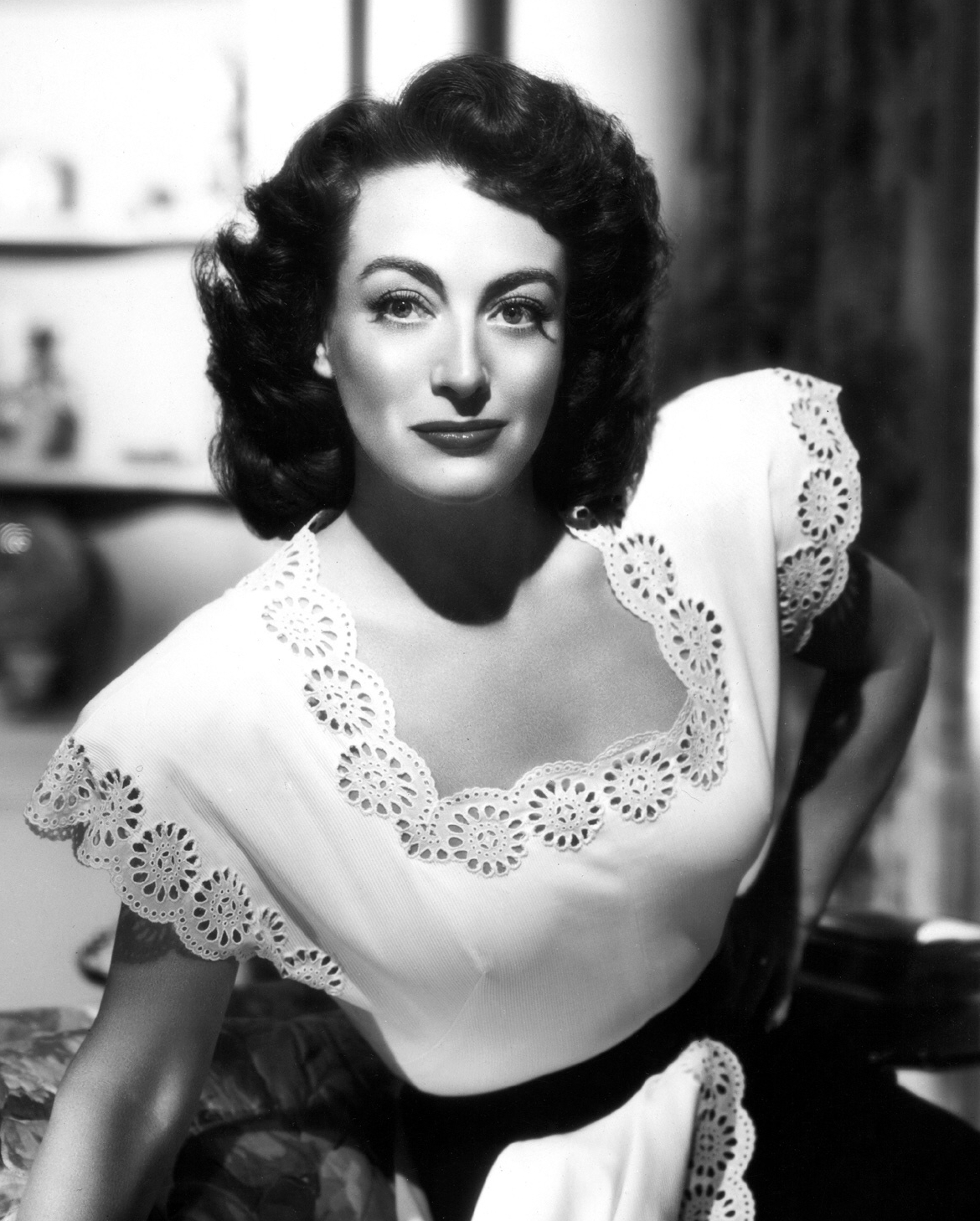
Joan Crawfordová ve filmu Humoreska (1946)

- 1925 Sally, Irene and Mary (režie Edmund Goulding)
- 1925 Ben Hur (režie Fred Niblo, Charles Brabin a Rex Ingram)
- 1926 Tramp, Tramp, Tramp (režie Harry Edwards)
- 1927 The Taxi Dancer (režie Ira H. Morgan)
- 1927 Alonzo, muž bez rukou (režie Tod Browning)
- 1927 West Point (režie Edward Sedgwick)
- 1928 Rose-Marie (režie Rose-Marie)
- 1928 Cudná Diana (režie Harry Beaumont)
- 1929 Hollywood Revue (režie Charles Reisner)
- 1929 Hra s rozkoší a láskou (režie Jack Conway)
- 1929 Bingo, děvče z pralesa (režie Jack Conway)
- 1930 Our Blushing Brides (režie Harry Beaumont)
- 1930 Paid (režie Sam Wood)
- 1931 This Modern Age (režie Nick Grinde)
- 1931 Maitressa Guvernérova (režie Clarence Brown)
- 1932 Lidé v hotelu (režie Edmund Goulding)
- 1932 Letty Lynton (režie Clarence Brown)
- 1932 Rain (režie Lewis Milestone)
- 1933 Today We Live (režie Richard Rosson a Howard Hawks)
- 1933 Tančící Venuše (režie Robert Z. Leonard)
- 1934 Sadie McKee (režie Clarence Brown)
- 1934 Žena v poutech (režie Clarence Brown)
- 1935 Ženy a milenky (režie Edward H. Griffith a George Cukor)
- 1936 The Gorgeous Hussy (režie Clarence Brown)
- 1936 Láska s 1000 HP (režie W. S. Van Dyke)
- 1937 The Bride Wore Red (režie Dorothy Arzner)
- 1937 Manekýnka (režie Frank Borzage)
- 1938 The Shining Hour (režie Frank Borzage)
- 1939 The Women (režie George Cukor)
- 1940 Strange Cargo Frank Borzage)
- 1940 Susan and God (režie George Cukor)
- 1941 Tvář ženy (režie George Cukor)
- 1945 Mildred Pierceová (režie Michael Curtiz)
- 1946 Humoreska (režie Jean Negulesco)
- 1947 Posedlá (režie Curtis Bernhardt)
- 1949 Flamingo Road (režie Michael Curtiz)
- 1950 Prokletí nepláčou (režie Vincent Sherman)
- 1950 Harriet Craig (režie Vincent Sherman)
- 1952 Náhlý strach (režie David Miller)
- 1954 Johnny Guitar (režie Nicholas Ray)
- 1956 Autumn Leaves (režie Robert Aldrich)
- 1957 The Story of Esther Costello (režie David Miller)
- 1962 Co se vlastně stalo s Baby Jane? (režie Robert Aldrich)